# Objętość Hubble’a
Objętość Hubble’a lub sfera Hubble’a – region Wszechświata otaczający obserwatora, poza którym obiekty oddalają się od obserwatora szybciej od prędkości światła w próżni z powodu rozszerzającego się Wszechświata.
Zgodnie z teorią względności Einsteina nic nie może poruszać się w przestrzeni szybciej niż światło w próżni. Jednakże sama przestrzeń ma dynamiczne właściwości i może rozszerzać się szybciej od prędkości światła w próżni.
Istnieje tyle sfer Hubble’a ile jest układów odniesienia w przestrzeni kosmicznej. Każdy z nich posiada własną sferę, na której prędkość recesyjna jest równa prędkości światła w próżni.
Termin „objętość Hubble’a” jest często błędnie utożsamiany z pojęciem widzialnego Wszechświata. Ten drugi jest większy od objętości Hubble’a.